# Équipe de Zambie de rugby à XV
L'équipe de Zambie de rugby à XV rassemble les meilleurs joueurs de la République de Zambie et est membre de Rugby Afrique.
L’équipe nationale est au 69e rang mondial (au 22 août 2022) du classement World Rugby.

## Histoire

### Équipe mixte de Rhodésie du Nord et du Sud
Avant sa première déclaration d'indépendance en 1964, le territoire de la Zambie correspondait à celui du territoire britannique de la Rhodésie du Nord.
Rassemblant les joueurs sud-rhodésiens et nord-rhodésiens depuis 1898,, l'équipe de Rhodésie est l'une des rares équipes à avoir battu les All Blacks, le 27 juillet 1949 sur le score 10 à 8,. Durant son histoire, elle accueille occasionnellement les équipes européennes et australasiennes en tournée en Afrique du Sud, la Rhodésie affrontant les sélections en test match. La ville de Kitwe a accueilli trois matchs entre 1953 et 1960.

### Sélection indépendante depuis 1965
Un an après la déclaration d'indépendance de la Zambie, la Fédération zambienne de rugby (Zambia Rugby Football Union (en)) est fondée en 1965, conduisant à la formation d'une équipe nationale indépendante.

## Palmarès
- Coupe du monde : jamais qualifiée
- Coupe d'Afrique :
  - 2004 : 3e et dernière de la poule B (zone sud)
  - 2005 : n/c
  - 2006 : 2e de la poule D
  - 2007 : 3e et dernière de la poule sud A
  - 2008-2009 : 3ème et dernière de la poule B
  - 2010 : 3e de la poule C
  - 2011 : 3e de la division 1C
  - 2012 : 5e et dernière de la division 1C
  - 2013 : 4e de la division 1C
  - 2014 : 5e de la division 1C
  - 2015 : vainqueure de la division 1C
  - 2016 : 3e de la poule A de la division 1B et reléguée
  - 2017 : Finaliste de la Bronze Cup